# Косгей, Бриджид
Бриджид Косгей (англ. Brigid Kosgei; род. 20 февраля 1994, Капсовар, Рифт-Валли) − кенийская легкоатлетка, серебряный призёр летних Олимпийских игр 2020 в Токио в марафоне. Экс-рекордсменка мира в марафоне (2:14:04) в 2019—2023 годах.

## Биография и спортивная карьера
Родилась 20 февраля 1994 года в Синон, Капсовар, Кения.
Косгей выросла в округе Эльгейо-Мараквет, Кения, и у неё было шесть братьев и сестёр. В 17 лет начала тренироваться по бегу со своим парнем, а теперь и мужем Мэтью Косгеем.
Косгей финишировала в двойке лучших в восьми из девяти первых марафонов, которые она пробежала. Она заняла второе место на Лиссабонском марафоне 2016 года после Сары Чепчирчир, показав личное лучшее время 2:24:45. Её время было быстрее, чем предыдущий рекорд курса.
В 2017 году Косгей выиграла Боготский полумарафон и заняла третье место в Копенгагенском полумарафоне. Заняла второе место в Чикагском марафоне 2017 года с личным лучшим временем 2:20:22. Её время было шестым по быстродействию на Чикагском марафоне. Спустя несколько недель она выиграла Гонолулуский марафон, побив рекорд дистанции более чем на пять минут.
В 2018 году Косгей заняла второе место в Лондонском марафоне после Вивиан Черуйот. Получив травму во время Боготского марафона, Косгей решила пробежать Great North Run, чтобы потренироваться перед Чикагским марафоном 2018 года. Она финишировала второй, после Черуйот. Позже Косгей выиграл Чикагский марафон, оторвавшись от группы из двух других кенийцев и трёх эфиопов после 30-35 километров (19-22 миль) гонки. Она установила личное лучшее время 2:18:35. В течение 2018 года Косгей также выиграл кросс-кантри в Элдорете, Кения, и полумарафон Каля в Капенгурии, Кения.
Косгей выиграла Лондонский марафон 2019 года, став самой молодой женщиной, выигравшей это мероприятие. Это было третье лучшее время в Лондоне после Полы Рэдклифф в 2005 году с 2:17:42 и Мэри Кейтани в 2017 году с мировым рекордом 2:17:01. На Great North Run 2019 Косгей выиграл с рекордным временем трассы — 1: 04,28, что на 23 секунды быстрее, чем предыдущий мировой рекорд полумарафона, установленный Джойсилин Джепкосгей.
Выиграла Чикагский марафон 2019 года 13 октября 2019 года с мировым рекордом времени 2:14:04, улучшив свой личный рекорд более чем на 4 минуты. Она побила предыдущий мировой рекорд на 81 секунду [18] и была более чем на шесть минут впереди занявшего второе место Абабеля Йешане. Косгей носила специально адаптированную обувь Nike, которая, как утверждается, давала ей преимущество в 60-90 секунд.
В феврале 2020 года Косгей финишировала второй после Йешане на полумарафоне в Рас-эль-Хайме. Время Косгей 1:04:49 было на две секунды лучше предыдущего мирового рекорда. Время Косгей и Йешане 30:18 после 10 километров (6,2 мили) гонки было всего на одну секунду медленнее, чем лучшее время, установленное на треке 10 000 м в 2019 году. Позже в том же году Косгей выиграла перенесённый в 2020 году Лондонский марафон 2020 года с преимуществом более чем на три минуты. Косгей оторвалась от основной группы на 29 км в гонке и оставалась впереди до конца гонки. Она финишировала со временем 2: 18,58.
Косгей была выбрана руководителем женской марафонской команды Кении на летних Олимпийских играх 2020 года в Токио, Япония. Другими спортсменами, выбранными в команду, были Черуйот и Рут Чепнгетич.
В феврале 2021 года Косгей была утверждена в кенийской марафонской команде на перенесенных летних Олимпийских играх 2020 года вместе с Черуйот, Чепнгетичем и Пересом Джепчирчиром.

## Олимпиада 2020 в Токио
На Олимпиаде в Токио Бриджид Косгей завоевала серебряную медаль в марафоне, который проходил в японском городе Саппоро.